# Łęka (gmina Piątek)
Łęka – wieś w Polsce położona w województwie łódzkim, w powiecie łęczyckim, w gminie Piątek.

## Historia
Osada pochodzi z 1385 roku. Wieś dziedziczyli potomkowie Nawoja z Łęki herbu Topór. w XV - XVI wieku podzielona była na 3-4 działy majątkowe. Do dzisiaj zachowały się ruiny pałacu z 1910 roku i krajobrazowy park podworski z początku XIX wieku z okazami drzew 120 - letnich: dębów, lip, klonów, jaworów, modrzewi i in., które posadził ówczesny dziedzic posiadłości Alojzy Bronikowski.
W latach 1975–1998 miejscowość należała administracyjnie do województwa płockiego.

## Zabytki
Pałac w Łęce zbudowany został na miejscu poprzedniego. Wykonany z cegły, otynkowany i pokryty blaszanym dachem, posiadał wieżę obserwacyjną. Okna wieży były wykonane na wzór angielskich okien zamkowo-pałacowych. Posiadał duży taras z widokiem na park.

W 1945 roku, już po ustąpieniu niemieckiego okupanta, pałac został spalony. Dziś park z ruinami pałacu jest własnością prywatną. W pobliżu zachowały się ruiny zabudowań folwarczych.

## Urodzeni w Łęce
- Maria Włodzimierz Jaworski – polski duchowny mariawicki, w latach 1997–2007, zwierzchnik i biskup naczelny Kościoła Starokatolickiego Mariawitów w RP, ordynariusz diecezji śląsko-łódzkiej (od 2007) i proboszcz parafii pw. św. Franciszka z Asyżu w Łodzi

## Inne
Wieś posiada charakter dwuwyznaniowy. Rzymskokatoliccy mieszkańcy wsi należą do parafii Świętej Trójcy w pobliskim Piątku, zaś mariawiccy do parafii Trójcy Przenajświętszej również mieszczącej się w Piątku.
Przez miejscowość przebiega droga wojewódzka nr 703.